# Ball de Pastorets de Reus
El Ball de Pastorets de Reus és una dansa que forma part dels elements del Seguici Festiu de la ciutat i que surt per la Festa Major i per les festes de la mare de Déu de Misericòrdia el 25 de setembre.
A Reus, la primera referència de la sortida d'aquest ball és de la festa major de 1725. Durant el segle xviii surt diverses vegades: el 4 d'agost de 1775, amb motiu de la festa en honor de sant Bernat Calbó i el 1798, en la festa del trasllat de la imatge de sant Domènec a la seva nova capella, al portal de Monterols. Durant el segle xix, va sortir almenys a les festes del pas per la ciutat de Ferran VII l'any 1814, les festes de la jura d'Isabel II el 1833 i la Festa Major de 1850. També s'havia ballat a altres poblacions: l'Arboç, Sitges, Tarragona, el Vendrell, Vilafranca del Penedès, Vilanova i la Geltrú, Alforja, Falset...
S'ha presentat el Ball de Pastorets com una variant dels Balls de Bastons perquè tots dos es basen en els picaments amb els pals seguint un ritme musical. Però en el Ball de Pastorets, més interessant que el moviment de la dansa que és molt vistós, hi ha el fet que en realitat és un ball parlat, on uns pastors conduïts per un majoral i un rabadà parlen de la seva vida a les muntanyes i a la vegada fan crítica de la vida quotidiana. El caire de representació teatral, amb textos que es van repetint cada any, però amb variants que fan referència a persones i fets d'actualitat és el component característic d'aquest ball.
L'any 2010 el Ball de Pastorets es va incorporar al Seguici per la Festa Major de Sant Pere. El 21 de juny de 2007 s'havia estrenat aquesta dansa, però en el seguici infantil, i des d'aleshores ha estat present en el seguici de la Festa Major Petita.
Els acompanya una cobla formada per flabiol i tamborí (acostumen a ser dos flabiolaires), sac de gemecs i tarota. Van vestits amb camisa i pantalons, armilla guarnida, barret de palla amb ala i cinta verda, polaines amb picarols, faixa vermella, espardenyes i un bastó llarg. Els components del format petit van vestits amb camisa i pantalons blancs, faldellí blau o vermell, mocador al cap blau o vermell i dos mocadors creuats al pit de colors blau i vermell, polaines amb picarols, espardenyes i un bastó llarg.